# Кобзарь, Юрий Иванович
Юрий Иванович Кобзарь (2 октября 1952, Цюрупинск, Херсонская область) — украинский мини-футбольный тренер.

## Биография
Юрий Кобзарь закончил Харьковский авиационный институт, работал по специальности «ракетостроение». Занимался футболом на любительском уровне, после чего перешёл в мини-футбол. В конце 1980-х начал свои выступления в качестве игрока заводской команды «ЭХО», представляющей Харьковский завод электроаппаратуры. Постепенно заводской коллектив перешёл на профессиональный уровень. В то время правила ещё отличались от современных и были более близкими к футболу в залах: так, например, играли большим мячом («пятёркой», а не «четвёркой»), были запрещены подкаты. Игроком Юрий Кобзарь принимал участие в чемпионате СНГ, а также в Кубке Евро-Азиатской лиги.
Тренерская карьера Юрия Кобзаря начиналась в харьковской команде «ЭХО». В разное время команда также выступала под названиями «Харьков», «Универ», «Универ-Локомотив», «Универ-ЭХО», так как у команды часто менялись президенты (в их число входили Михаил Добкин и Геннадий Кернес). Для воспитания молодых мини-футболистов Юрий Кобзарь и начальник команды Василий Симонов создают первую на Украине специализированную мини-футбольную школу ДЮСШ «ЭХО». Многие воспитанники Юрия Кобзаря выступали на высоком уровне на Украине и в России. В то же время, команда «ЭХО» никогда не добивалась высоких результатов в чемпионате страны из-за отсутствия должного финансирования, а также постоянного оттока мини-футболистов. В январе 2005 году Кобзарь покидает команду.
На протяжении полутора лет Кобзарь остаётся без работы, после чего в июне 2006 года принимает предложение «Энергии» и возглавляет львовскую команду. Перед тренером ставится задача выиграть чемпионат. Юрий Кобзарь привлекает в команду своего воспитанника молодого Сергея Якунина и добивается поставленного результата, впервые в карьере выигрывая золотые медали чемпионата Украины. Помимо Якунина, к команде присоединяются воспитанники Кобзаря харьковчане Денис Овсянников, Александр Кондратюк и Дмитрий Бондарь. Львовский период в карьере тренера продолжается два с половиной сезона. За это время помимо золотых медалей чемпионата команда завоёвывает серебро. В январе 2009 года Кобзарь подаёт в отставку с поста главного тренера «Энергии».
Сразу после ухода из «Энергии» в январе 2009 года Кобзарь подписывает полуторагодовой контракт с «Енакиевцем». В составе енакиевской команды Юрий Кобзарь завоёвывает бронзовые медали чемпионата. Под его руководством традиционно выступает несколько воспитанников харьковского мини-футбола Чуднов, Хурсов, Замятин. После истечения контракта в мае 2010 года стороны принимают решение его не продлевать.
В конце 2012 года, после ухода из национальной сборной Геннадия Лисенчука, Юрий Кобзарь вошёл в число трёх претендентов на пост тренера главной команды страны, наряду с Евгением Рывкиным и Романом Ковальчиком. В итоге главным тренером стал Евгений Рывкин, возглавляющий харьковский «Локомотив».
После окончания профессиональной карьеры Юрий Кобзарь продолжает тренировать любительские клубы Харькова.